# スラカルタ
スラカルタ(インドネシア語: Kota Surakarta)は、インドネシア・ジャワ島中部にある都市（市）である。
名称の由来は、1745年、マタラム王国の王都がソロ（Solo）の地に移され、そこを「スラカルタ」と名づけたことによる。現在でも、この地を「ソロ」と呼ぶ人が多い。
同じくジャワ島中部のジョグジャカルタとともに、古マタラム王国の宮廷文化の中心であり、ガムラン、ワヤン・クリ、ジャワ舞踏など、ジャワの伝統文化の中心地でもある。

## 地理
スラカルタ市は、ジャワ島の最長河川・ソロ川の西側に位置し、東西を高い山に挟まれた盆地に位置している。
市は周辺のクラテン県、ボヨラリ県、スラゲン県、カランアニャル県、スコハルジョ県、ウォノギリ県とともに「スラカルタ地方」と総称される。

## 歴史
かつて17世紀以降、ジャワ島中部を中心にして隆盛を誇ったマタラム王国の都だったが、1749年、マタラム王家の王位継承争い（第三次ジャワ継承戦争）によって、一方はスラカルタ（ススフナン家）に、他方はジョグジャカルタ（スルタン家）に、王家が分裂することになった。
さらにススフナン家では内紛が発生し、マンクヌゴロ家が分裂した。なお、ジョグジャカルタのスルタン家でもパクアラム家が分家し、かつてのマタラム王国は4王家に分かれて存続することになった。
20世紀に入り、オランダ領東インドにおいて、反殖民地運動・民族主義運動が活発になると、ジョグジャカルタの王家が民族主義運動を支持したのに対して、スラカルタの王家はオランダへの従順を崩さず、民族主義運動とは距離を置いた。そのため、インドネシアの独立後、ジョグジャカルタの王家は共和国内で民衆からの畏敬を維持し、特別区としての自治権を認められたのに対して、スラカルタの王家は自治権を失った。
2016年7月5日、バイクに乗った男が制止を振り切って警察本部の敷地に侵入し自爆した。犯人は死亡し、警察官1人が負傷した。

## 備考
- スラカルタの原風景の一端を伝えているのが、インドネシアの大衆音楽、クロンチョンの曲「ブンガワン・ソロ」である。
- ジャワ文化の中心地として知られるスラカルタとジョグジャカルタだが、ガムランの演奏様式や、ジャワ更紗（バティック）の染め模様などには、それぞれの個性の違いが色濃くあらわれている。
- 観光地としては、ジョグジャカルタに大きく遅れをとっているが、良い意味でも悪い意味でも「観光地化」してしまったジョグジャカルタよりも、まだ奥ゆかしさを残す「古都」スラカルタにジャワの伝統文化の魅力を感じる来訪者は少なくない。
- 市内には「3月11日大学（Universitas Seberas Maret、略称UNS）」がある。これは9月30日事件以降のスカルノからスハルトへの権限移譲を決定づけた「3月11日命令書」（1966年）に由来して命名されたものである。

## 姉妹都市
- モンタナ、ブルガリア